# میان‌سگ
میان‌سگ (نام علمی: Mesocyon) نام یک سرده از زیرخانواده باخترسگیان است.